# Pepijn Lievens
Pepijn Lievens (1972) is een acteur en schrijver.

## Biografie
Lievens studeerde aan het Gentse Conservatorium, afdeling Toneel. Als acteur speelde hij onder andere in De Werf (Brugge), De Korre, De Parade, HETPALEIS en de Bende van de Prins. Als jonge toneelspeler werd Lievens in 2000 verkozen tot Trappelend Talent. 
Hij schreef verschillende theaterteksten voor gezelschappen als 4Hoog, Kopergietery, De Werf en de Bende van de Prins. Pepijn Lievens was zeechroniqueur op Theater aan Zee 2010. Als toneelschrijver werd hij genomineerd voor de Gouden Klaproos 2010.
In 2008 verscheen zijn autobiografische boek Relaas van een stofzuiger (uitgeverij Houtekiet.) In 2011 bracht hij de roman Vlucht van pluizen uit bij uitgeverij Vrijdag. In 2021 verscheen de jeugdroman Voor Altijd (uitgeverij Lannoo.)
In 2023 verscheen Het bijna helemaal waargebeurde verhaal van Ryan (Lannoo). Ryan is verliefd op de schijnbaar onbereikbare Rafaella uit zijn klas. Ondertussen is zijn vader al even verdwenen. Om nauwkeurig te zijn: 43 dagen, 8 uur en 17 minuten. Dat zou een zeer ernstig verhaal kunnen worden. Maar daar staat een zwart koffertje in zijn kamer en Ryan zoekt hulp bij een professor Geurts. Het resultaat is een humoristisch avontuur waarbij de uitdagingen warme onverwachte oplossingen vinden. Bart Moeyaert vermeldde dit boek op zijn blog: "een fris boek als dit werkt heel goed tegen maagzuur, zeurende knieën en hangende mondhoeken". Edward van de Vendel plaatste het bij zijn leestips en stelde: "Lievens mixt realisme en absurdisme op een heerlijk normale manier. Je vliegt als lezer lekker op alle hoogtes van dit boek mee".

## Prijzen
Lievens won de prijs voor de letterkunde (toneel) van de provincie Oost-Vlaanderen 2012 voor het toneelstuk Tocht dat hij schreef in opdracht van 4Hoog.
- Digitale Bibliotheek voor de Nederlandse Letteren: liev004
- Gemeinsame Normdatei: 174011113
- International Standard Name Identifier: 0000 0000 3845 4551
- Library of Congress Control Number: nb2008017812
- Nederlandse Thesaurus van Auteursnamen: 306971283
- Virtual International Authority File: 43832461
- WorldCat: E39PBJfmhx7QfQC4vW8RqVJbh3